# Culcula lienpingensis
Culcula lienpingensis là một loài bướm đêm trong họ Geometridae.